# Marée Noire (album)
Marée Noire est le dernier EP du groupe de deathcore Beneath the Massacre. Il comprend 5 pistes.

## Liste des morceaux
1. The Casket You Sleep In — 03:13
2. Black Tide — 02:27
3. Drill Baby Drill — 00:42
4. Designed To Strangle — 02:51
5. Anomic — 03:41